# Győr kulturális élete

## Közgyűjtemények
A régészeti kutatások legfontosabb területei megyénkben a népvándorláskor, a hun, germán és avar temetők, az Árpád-kori ispánvárak, a római kori városok és temetkezések, a katonai táborok, a neolit telepek, a vaskohászat és a bronzipar. A népművészeti kutatások közül megemlítendő a népi kismesterségek felkutatása és feldolgozása, a népi építészet, a szőlőműveléssel, borászattal kapcsolatos hagyományok, a népviselet, a vallási és szellemi néprajz fellelhető értékeinek feltárása és megörökítése. A művészettörténet megyei értékeinek kutatásai Győrben a barokk művészet és a kortárs festészet tanulmányozása mellett a 19. századi iparművészet feldolgozása folyik. A helytörténeti kutatások közül Győrben a helyi céhek és a jellemző mesterségek felkutatása, Az intézmény gondozásában évtizedek óta megjelenő tudományos évkönyv a nemzetközileg is elismert „Arrabona”, amely a múzeumokban folyó kutatások rangos szakmai orgánuma.
Győr-Moson-Sopron megye győri levéltára közszolgálati, közigazgatási és tudományos feladatokat látnak el. Az intézmény a megye történeti múltjának elsődleges forrásait, valamint a közfeladatok ellátásának, az állampolgári jogok gyakorlásának pótolhatatlan dokumentumait őrzi, rendszerezi, kutatja és szolgáltat. A megye gyűjtőterülete két önálló (Győr, Sopron) és egy fióklevéltár (Mosonmagyaróvár) között oszlik meg. Az itt folyó történeti kutatómunka magas szinten valósul meg. Ennek eredményeként évente 2-3 önálló kiadvány jelenik meg, amely kisebb szakmai tanulmányok, előadások egész sorával egészül ki, gazdagítva, sőt helyenként felvállalva az adott település és térség helytörténeti kutatásainak jelentős részét.

## Hagyományápolás
A népi kultúra hagyományai a táj és a benne élő ember sokszínűségét tükrözik. A megyénkben élő magyar, német és horvát falvak lakói hagyományaikból értékes emlékeket őriztek meg szokásaikban, költészetükben, művészetükben.
Megyénk kézművesei között jellegzetes színt képvisel a fazekasság, a kékfestés – különösen a Rábaközben –, melynek hagyománya még ma is él. A takácsok, a molnárok, az aranyászok mestersége – több mesterséggel együtt – már csak hagyományainkból ismert. A jellemző népszokások közül érdemes megemlíteni, például a lucázás, a legényavatás máig élő hagyományát, vagy a közelmúltban felújított Krisztus-keresést, amely napjainkban már kevés helyen érhető tetten. Gazdag hagyománya van megyénkben a népdal, a népzene és a néptánc művészetének, amelyet minden tájegység – a magyar kultúra szerves részeként – napjainkig hűen megőrzött.

## Színházművészet, zenei élet
A megye színházművészete jellemzően a két nagyváros, Győr és Sopron nevéhez fűződik. Mindkét városban a 17. századtól vannak már színjátszásra utaló jelek, amely ekkor német nyelvű volt. A reformkortól kezdődően azonban megjelennek a magyar nyelvű színházi előadások is, fokozatosan kiszorítva a német nyelvű színjátszást.
Győrben előbb a Szigeti Kőszínház, majd a mai megyei művelődési központ épülete adott otthont a társulatnak. A jelenlegi színházépületet 1978-ban vette birtokba a társulat és a győri közönség. A régi magyar dráma értékeinek bemutatása mellett az operettől a vígoperán keresztül fokozatosan vezetett az út az opera felé, amely mára már állandósult a műsorrendben, előbb vendégművészekkel, később állandó operatársulattal. A prózai és a zenei tagozat mellett magas művészi értéket képvisel a Győri Balett, amely évtizedek óta nemzetközi hírnevet és elismertséget vívott ki magának.
A város és a megye zenei életének meghatározó tényezője a Győri Filharmonikus Zenekar. A több mint százéves múltra visszatekintő zenekar 1968-ban vált önálló hangversenyzenekarrá. Sándor János Liszt-díjas karmester irányításával az együttes a kortárs zene elismert műhelyévé vált. Rendszeresen szerepelnek a város és a megye zenei fesztiváljain, de népszerűek más európai országokban is, hisz fellépések egész sorát teljesítik külföldön évről évre. A modern zene népszerűsítésében megyei szinten kiemelkedik a Győri Ütőegyüttes, amely 1974-ben alakult Váray László vezetésével. Különleges műsorválasztásukkal, a 20. századi ütőhangszerekre írt komolyzene előadásával már a nyolcvanas években elismerést és hírnevet vívtak ki maguknak itthon és külföldön egyaránt..

## Irodalmi élet
A megye irodalmi életéről elmondható a gazdag múlt öröksége és a folytatás nemes szándéka. A magyar irodalomtörténet neves képviselői – Nyéki Vörös Mátyástól, Berzsenyi Dánielen és Gárdonyi Gézán keresztül egészen Galgóczi Erzsébetig – éltek és alkottak megyénkben századokon keresztül, akik a művészi alkotómunka mellett szervezték környezetük irodalmi életét és gazdagították kulturális hagyományait.
Megyénkben jelent meg az első magyar nyelvű újság 1749-ben Magyar Hírmondó címmel, Ráth Mátyás szerkesztésében. Ezt követte dr. Kovács Pál lapja, a Hazánk. A jelenleg is élő folyóiratok közül először a Soproni Szemle jelent meg, majd a Győri Tanulmányok 1973-ban. A Műhely című megyei kulturális folyóirat mellett a Várhely és a Pannonhalmi Szemle című periodikák tekinthetők még irodalmi alkotásokat is közlő orgánumoknak.
A Radnóti Irodalmi Társaság évtizedek óta szervezi a megye irodalmi értékeinek bemutatását. Fő rendezvényük a Megyei Irodalmi Hét, amely minden év őszének fontos eseménye.

## Közművelődés, fesztiválok
A megyei művelődési központ közhasznú társaság elsődleges feladata a szakmai tanácsadás, s a megyét reprezentáló, a kulturális hagyományokat erősítő rendezvények szervezése. Az amatőr művészeti csoportok tevékenységükkel hozzájárulnak egy-egy térség kulturális hagyományainak továbbéléséhez, a helyi programok színesebbé tételéhez. Vannak kistérségek, települések, ahol a kultúra egy-egy ágazata – a helyi hagyományokhoz és jeles szakemberekhez kötődően – magas színvonalon és koncentráltan van jelen. Jellemző például a néptánckultúra Csornán és Szilban, a kórusmozgalom Jánossomorján, a népfőiskola-mozgalom Fertőszentmiklóson.
E témakörben a teljesség igénye nélkül néhány olyan nagy rendezvényről szólunk röviden az alábbiakban, amelyek jelentős hagyománnyal bírnak, és hozzátartoznak az adott település, illetve a megye kulturális arculatához. A Győri Nyár rendezvényei több évtizedes múlttal rendelkező rangos fesztivál. Ehhez társulnak a tavaszi illetve őszi fesztiválok rendezvényei, a Barokk Nosztalgiák Művészeti Fesztivál Győrben. a kortárs magyar éremművészet kap rendszeres bemutatkozási lehetőséget. Szintén a kortárs képzőművészeti alkotások bemutatására vállalkozik – nemzetközi szinten – a Győrben rendezendő Nemzetközi Grafikai Biennálé. Ugyancsak hagyományos rendezvénynek számít, a középiskolás korosztály fesztiválja a Kisfaludy Napok, illetve a Kazinczy Szép Magyar Beszéd elnevezésű országos rendezvény.